# Абу-Бакр (емір Валенсії)
Абу-Бакр ібн Абд аль-Азіз (араб. أبو بكر بن عبد العزيز; д/н — 1085) — емір Валенсійської тайфи в 1075—1085 роках.

## Життєпис
Походив з династії Амірідів. Син Абд аль-Азіза, еміра Валенсії. 1061 року після смерті батька трон посів брат Абд аль-Малік, якого було повалено військами Кастилії та Толедської тайфи. Абу Бакр втік до Сарагоси.
У 1075 році повстав проти нового толедського еміра аль-Кадіра, зумівши відновити владу своєї династії в Валенсії. Розуміючи слабкість своєї держави визнав зверхність Альфонсо VI, імператора усієї Іспанії.
У 1082 році зумів схопити зрадника Ібн Аммара, якого відправив до аль-Мутаміда, еміра Севільї. Натомість розраховував на підтримку севільського війська у протистоянні з Сарагосою і Толедо. Для відвернення загрози з боку Сарагоської тайфи, 1085 року влаштував шлюб доньки із сином еміра Ахмада I. Невдовзі після цього Абу Бакр помер. Йому спадкував син Усман.